# Escola de Dança e Integração Social Para Criança e Adolescente
A Escola de Dança e Integração Social para Criança e Adolescente (Edisca) é uma escola de dança de Fortaleza, fundada em 1991 pela bailarina Dora Andrade.
Oferece aulas e atividades socioeducativas para cerca de 400 crianças e adolescentes em situação de risco, das comunidades do Dendê e do Conjunto Alvorada. Recebeu em 2003 o Prêmio Itaú-Unicef. Em 2012, recebeu a Ordem do Mérito Cultural.
Em 2012, alunos da Edisca apresentaram na Bienal Internacional de Dança do Ceará eu primeiro espetáculo, Só, coreografado por Dora Andrade e Gilano Andrade.
A campeã do BBB25 Renata Saldanha é ex-aluna do Edisca, posteriormente Renata tornou-se também professora de dança, assim como a também participante do BBB25 e sua amiga de longa data Eva Pacheco, que também foi formada pelo Edisca.